# Ka (Torre Oscura)
En la saga La Torre Oscura de Stephen King, ka es la fuerza que rige a todos los seres vivos (y no vivos). Es la voluntad de Gan, el equivalente más aproximado al destino en la Alta Lengua (un dialecto ficticio de los libros mencionados). Es la fuerza que provoca que algo suceda, aunque no sea algo imposible de evitar. Se considera que ka es una guía o un rumbo, pero ciertamente no es algo planeado (no es algo que sea conocido por los mortales). Ka no es necesariamente una fuerza del bien ni del mal; manipula a ambos lados opuestos y parece no tener una moral definida.
El sitio oficial de La Torre Oscura (véase abajo) indica que ka "significa fuerza vital, conciencia, deber y destino. En la lengua común también significa un lugar al que un individuo debe ir".

## Conceptos relacionados conka
Debido a la importancia del ka en el mundo de La Torre Oscura de King, mucha de la terminología en la Alta Lengua emplea la palabra ka. Algunos ejemplos son:
- ka-bebés: jóvenes miembros de un ka-tet.
- ka-tet: Grupo de personas unidas por el Ka.
- ka-mai: el tonto de ka.
- ka-me: el sabio de ka y el opuesto de ka-mai.
- kas-ka Gan: un profeta o cantante de Gan (Dios).
- ka-shume: un presentimiento único de que un ka-tet está destinado a romperse dentro de poco.
- Can'-Ka No Rey: el campo de rosas en medio del cual se halla la Torre Oscura.
- tet-ka can Gan: el ombligo (específicamente, el ombligo de Gan).
- Ves'-Ka Gan: la Canción de la Tortuga.
- dinh: el líder de un ka-tet. El dinh puede obligar a su ka-tet a hacer algo con sólo recordarles que él es el dinh.
- an-tet: personas que están unidas por una meta o destino.
- khef: conjunto de determinadas ideas, pensamientos o premoniciones que comparten algunos o todos los miembros de un ka-tet (véase más abajo).

### Ka-tet
Un ka-tet es un grupo de personas unidas por ka. "Somos ka-tet. De muchos, uno", dice Roland Deschain el día anterior a la Batalla de Algul Siento (La Torre Oscura VII). Ka-tet es la creencia de que un grupo de personas pueden estar conectadas por el destino (o por ka).
El ka-tet de Roland incluye a él mismo, a Eddie Dean, a Susannah Dean, a Jake Chambers y a Acho. Al final de la saga, podría considerarse a Donald Callahan como parte del ka-tet, al menos en forma parcial. El ka-tet previo de Roland lo incluía a él mismo, junto con Cuthbert Allgood, Jamie De Curry y Alain Johns.
King utiliza este concepto con frecuencia, incluso en libros que no emplean los términos ka o ka-tet, libros como It, La danza de la muerte, Desesperación, Insomnia y El cazador de sueños.
El término puede ser comparado con "karass" de Kurt Vonnegut.